# S-клетка
S-кле́тки — эндокринные клетки слизистой оболочки тонкой кишки, секретирующие секретин.
S-клетки относятся к апудоцитам и входят в состав гастроэнтеропанкреатической эндокринной системы, которая является частью диффузной эндокринной системы (синоним АПУД-система).

## Локализация
S-клетки, в основном, располагаются в слизистой оболочке двенадцатиперстной кишке и в проксимальной части тощей кишки. В значительно меньшем количестве S-клетки присутствуют в дистальной части тонкой кишки.

## Функции
Основная функция S-клеток — секреция полипептида просекретина, неактивного предшественника секретина, превращающегося в секретин под действием соляной кислоты желудочного сока. Соляная кислота начинает играть стимулирующую роль при рН < 4. Стимуляторами продукции секретина также являются жирные кислоты, этанол, компоненты специй. Усиливают стимуляцию продукции секретина желчные кислоты.
S-клетки  — одни из немногих эндокринных клеток, нечувствительных к гастрин-рилизинг пептиду.